# Bawean

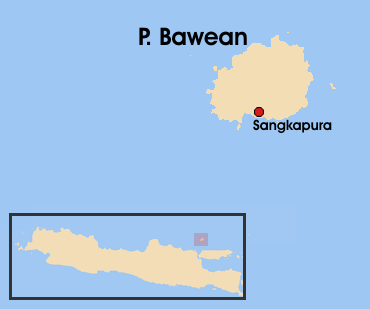
Lage von Bawean

Bawean (Sanskrit für Sonnenlicht) ist eine Insel im Malaiischen Archipel, die zu Indonesien gehört.

## Geographie und Topographie
Bawean liegt unter 5°51'18'' südlicher Breite und 112°38'52'' östlicher Länge etwa 200 km nördlich von Surabaja in der Javasee zwischen Java und Borneo. Die Insel ist 18,5 km lang und 11 km breit. Parallel zur Küste zieht sich eine geschlossene Straße. Die Insel wird beherrscht von einem einzelnen erloschenen Vulkan, dessen Gipfel bis auf 650 m ansteigt und der den Kratersee Telaga Kastoba enthält. Die Strände zeigen weißen Sand, mit kleineren Wasserbecken, die während der Ebbe zurückbleiben, sowie Mangrovenwald.
Bawean ist umgeben von Korallenriffen und kleinen Sandinseln.
Die Insel hat etwa 65.000 Einwohner, von denen sich 40.000 in der größten Stadt Sangkapura aufhalten, der Rest verteilt sich auf kleinere Ortschaften, die auf der Insel verstreut liegen.

## Sprache und Kultur
Als Teil Indonesiens ist Indonesisch (Bahasa Indonesia) die Amtssprache, es wird jedoch ein lokaler Dialekt gesprochen, der dem Maduresischen verwandt ist.
Bawean wird auch als „Insel der Frauen“ bezeichnet, da die meisten Männer als Schiffsleute auf Handelsschiffen oft lange Zeit abwesend sind. Man sagt: „Du bist nicht wirklich ein Mann auf Bawean, wenn du nicht einige Jahre im Ausland verbracht hast.“ Viele Bewohner der Insel sind so aus Europa, China, Japan, Nord- und Südamerika zurückgekehrt.
Die Religion ist der Islam, gemischt mit einer animistisch und schamanisch geprägter Lokalreligion. So glaubt man allgemein, dass Menschen, die im Kratersee Teraga Kastoba schwimmen, verflucht werden und bald sterben müssen.

## Wirtschaft
Männer, die nicht auf Handelsschiffen abwesend sind, arbeiten entweder als Fischer oder als Bauern. Die Hauptnahrungsquelle ist Reis, der an den sanft abfallenden Hängen angebaut wird.
Die meisten Häuser auf der Insel sind ohne fließendes Wasser und Elektrizität. Es gibt ein Internet-Café in Sangkapura.

## Flora und Fauna
Angebaute Früchte sind Mangostanfrucht, Durian, Merah Mudah (Rotfrucht) und verschiedene Bananensorten.
Auf Bawean ist der Bawean-Hirsch (Axis kuhlii) beheimatet, den man nur hier auf der Insel findet. Ebenso das Bawean-Pustelschwein (Sus blouchi). Früher gab es wohl auch eine Pferderasse, die so klein war, dass sie nur von Kindern geritten werden konnte.  Infolge der hohen Ausfuhr dieser Pferde starben sie im 20. Jahrhundert aus.